# Manuel Coelho
Manuel Coelho da Silva (15 de dezembro de 1954 Campolide) é um actor português.
É actor do TNDM II e vive com a sua mulher Susana Silvestre e com o seu filho Tomás Silva.   
Estreou-se em 1970, aos 16 anos, no Grupo de Campolide. Frequentou a Escola Superior de Teatro e Cinema. Teve atividade no cinema, na rádio e na televisão. Foi dirigido por encenadores como Francisco Ribeiro (Ribeirinho), Carlos Avilez, Rogério Paulo, Filipe La Féria, Jean-Marie Villégier, Varela Silva, Silvio Purcaretti, etc.   

## Biografia
Estreou-se em 1970, aos 16 anos, no Grupo de Campolide. Frequentou a Escola Superior de Teatro. Co-fundador do Grupo Proposta e do Teatro Popular de Almada, integrou ainda outros grupos. Simultaneamente teve actividade no cinema, na rádio e na televisão. Dirigido por encenadores como Francisco Ribeiro (Ribeirinho), Carlos Avilez, Rogério Paulo, Filipe La Féria, Jean-Marie Villégier, Varela Silva, Silvio Purcaretti, etc. Foi assistente dos encenadores Jorge Listopad, Orlando Neves, António Macedo e Joaquim Benite, entre outros. 
Desde 1978 que faz parte do elenco do Teatro Nacional D. Maria II, onde participou na maioria dos espectáculos, nomeadamente em "As Alegres Comadres de Windsor", de Shakespeare; "O Judeu", de Bernardo Santareno; "Pedro, o Cru", de António Patrício; "Fígados de Tigre", de Gomes de Amorim; "Rómulo, o Grande", de F. Durrenmatt e "D. João", de Molière - peça que representou Portugal em Paris, no Théâtre D'Europe (1986). Efectuou uma digressão a Macau com "À Espera de Godot", de Beckett.
Foi assistente de direcção do Ciclo de Teatro "À Procura da Tragédia", promovido pelo ACARTE, e integrou o elenco do Teatro Experimental de Cascais, interpretando Lady Macbeth, num Macbeth encenado por Jorge Listopad.
Participou em Passa por Mim no Rossio, espectáculo em que foi director de cena e director da digressão ao Porto e à Madeira.
Cedido pelo Teatro Nacional D. Maria II, foi actor, director de cena e director técnico do espectáculo "Maldita Cocaína", de Filipe La Féria. Integrou o elenco da peça "Tempestade", de Shakespeare, com encenação de Silvio Purcaretti, em que foi também director de cena, no Teatro Nacional S. João.
Foi director técnico de apresentação em Portugal do espectáculo "Na Solidão dos Campos de Algodão", de Koltès, com encenação de Patrice Chéreau.
Foi diretor de "tournée" do espectáculo "Três Actores, um Texto e uma Conversa", em que participavam Curado Ribeiro, Varela Silva e Rui de Carvalho.
Foi assessor de direcção do Teatro Nacional S. João.
Manuel Coelho faz teatro, televisão e cinema, vive em Lisboa com a sua família, a sua mulher (Susana Silvestre) e o seu filho (Tomás Silva)

## Televisão
- 1985 - "Badarosíssimo"[4]
- 1987 - "Duarte & Companhia"[4]
- 1988 - "Clubíssimo"[4]
- 1991 - "Um Amor Feliz"[4]
- 1992 - "O Quadro Roubado"[4]
- 1993 - "Clube Paraíso"
- 1993 - "Grande Noite"
- 1994 - "O Rosto da Europa"
- 1994 - "Nico d'Obra"
- 1996 - "Os Imparáveis"
- 1997 - "Era uma Vez"[4]
- 1998 - "Os Lobos"[4]
- 2001 - "Segredo de Justiça"[4]
- 2002 - "Anjo Selvagem"[4]
- 2004 - "Inspector Max"[4]
- 2005 - "Camilo em Sarilhos"[4]
- 2006 - "Doce Fugitiva"[4]
- 2007 - "Deixa-me Amar"[4]
- 2008 - "Rebelde Way"[4]
- 2008 - "Liberdade 21"[4]
- 2011 - "Conta-me Como Foi"[4]
- 2014 - "Bem-Vindos a Beirais[4]

## Cinema
- 1996 - "O Judeu"[4]
- 2023 - "Sombras Brancas"

## Teatro (como Ator)
- 1977 - "A Grande Jogada!" - Cooperativa de Teatro Popular de Almada[5]
- 1977 - "Atira o Barrete ao Ar!" - Cooperativa de Teatro Popular de Almada[6]
- 1988 - "Macbeth" - Teatro Experimental de Cascais[7]
- 1991 - "Passa Por Mim no Rossio" - Teatro Nacional D. Maria II[8]
- 1993 - "Maldita Cocaína" - Teatro Politeama[9]
- 1997 - "A Maçon" - Teatro Nacional D. Maria II[10]
- 1999 - "A Sobrinha do Marquês" - Teatro Nacional D. Maria II[11]
- 2000 - "A Real Caçada ao Sol" - Teatro Nacional D. Maria II[12]
- 2008 - "After Darwin" - Teatro Nacional D. Maria II
- 2009 - "Agosto em Osage" - Teatro Nacional D. Maria II
- 2010 - "Jardim Suspenso" -  Teatro Nacional D. Maria II
- 2011 - "Amadeus" - Teatro Nacional D. Maria II
- 2011 - "As Três Irmãs" - Teatro Nacional D. Maria II
- 2012 - "Gil Vicente na horta" - Teatro Nacional D. Maria II
- 2013 - "Condomínio da Rua" - Teatro Nacional D. Maria II[13]
- 2015 - "Cyrano de Bergeac" - Teatro Nacional D. Maria II[13]
- 2015 - "Sax Tenor" - Teatro Nacional D. Maria II[13]
- 2015 - "Agamémnon, Electra" - Teatro Nacional D. Maria II
- 2016 - "Os doze pares de França" - Teatro Nacional D. Maria II
- 2017 - "Mundo Distante" - Comuna Teatro de Pesquisa
- 2018 - "Ex-Zombies - Uma Conferência" - Teatro Nacional D. Maria II[14]
- 2018 - "Quarto Minguante" - Teatro Nacional D. Maria II[15]
- 2019 - "Um Outro Fim Para a Menina Júlia" - Teatro Nacional D. Maria II[16]
- 2019 - “Antígona” - Teatro Nacional D. Maria II
- 2020 - “Última Hora” - Teatro Nacional D. Maria II
- 2021 -  "Praça dos Heróis" - Teatro Nacional D. Maria II
- 2023 - “O Misantropo” - Teatro Nacional D. Maria II
- 2024 - "Quis Saber Quem Sou" - Teatro Nacional D. Maria II

### Prémios e condecorações
- Prémio da Lusofonia - Categoria Teatro (2018) [17]